# Килман
Килма́н (рос. Кылман) — присілок у складі Шатровського району Курганської області, Росія. Входить до складу Кодська сільської ради.
Населення — 6 осіб (2010, 12 у 2002).
Національний склад станом на 2002 рік: росіяни — 100 %.